# Apple A11
Az Apple A11 Bionic egy 64 bites ARM-alapú egylapkás rendszer (SoC), amelyet az Apple Inc. tervezett és a TSMC gyártott. A 2017. szeptember 12-én bemutatott iPhone 8, 8 Plus és iPhone X készülékekben jelent meg. Az Apple állítása szerint a két nagy teljesítményű processzormag 25%-kal gyorsabb, mint az Apple A10-es magja, a négy nagy hatékonyságú (E) mag pedig 70%-kal gyorsabb, mint a két megfelelő mag az A10-esben. Az A11 Bionic csip gyártása 2020. április 15-étől kezdve megszűnt, az iPhone 8 és 8 Plus kivezetését követően. Az erre a csipre épülő iPhone 8 és 8 Plus, valamint az iPhone X legutolsó szoftverfrissítése a 2023. december 19-én kibocsátott iOS 16.7.4 volt, mivel ezek az iOS 17 2023-as kiadásával megszűntek.

## Tervezés
Az A11 egy Apple-tervezésű 64 bites, ARMv8-A architektúrájú, hat magos CPU-val rendelkezik, amelyet két nagy teljesítményű, 2,39 GHz-es órajelű Monsoon nevű mag és négy energiatakarékos Mistral mag alkot. A Monsoon magok 7 utasítás széles dekódolású sorrendtől eltérő (out-of-order) szuperskalár kialakítások, míg a Mistral magok 3 utasítás széles dekódolású sorrendtől eltérő (out-of-order) szuperskalár kialakítások. A Mistral magok az Apple A6-os csip Swift magjain alapulnak. Az A11 egy új, második generációs teljesítményvezérlőt használ, ami lehetővé teszi, hogy az A11 mind a hat magot egyidejűleg használja, ellentétben elődjével, az A10-zel.
Az A11 magában foglal egy Apple által tervezett három magos grafikai processzort (GPU) is, melynek grafikai teljesítménye 30%-kal gyorsabb, mint az A10-esé. Az A11 egy beágyazott M11-es mozgásfeldolgozó társprocesszort is tartalmaz. Az A11-ben egy új képfeldolgozó processzor is található, ami számítógépes fényképezési funkciókat támogat, mint például a megvilágítás becslését (lighting estimation), széles színspektrumot, és a fejlett pixelfeldolgozást.
Az A11-et a TSMC gyártja 10 nm-es FinFET eljárással és 4,3 milliárd tranzisztort tartalmaz egy 87,66 mm2-es lapkán, így 30%-kal kisebb, mint az A10. Package on package (PoP) csomagolásban gyártják, 2 GiB LPDDR4X memóriával az iPhone 8-ban és 3 GiB LPDDR4X memóriával az iPhone 8 Plus és iPhone X készülékekben.
Az A11 támogatja a HEVC és H.264 kodekek kódolását, úgyszintén a HEVC, H.264, MPEG-4 Part 2 és Motion JPEG dekódolását.
| Egylapkás rendszer (SoC)        | A11 (10 nm) |
| ------------------------------- | ----------- |
| Teljes lapka                    | 87,66       |
| Nagy mag                        | 2,68        |
| Kis mag                         | 0,53        |
| CPU komplexum (magokkal együtt) | 14,48       |
| GPU mag                         | 4,43        |
| GPU összesen                    | 15,28       |
| NPU                             | 1,83        |

### Neural Engine
Az A11 dedikált neurális hálózati hardvert is tartalmaz, amelyet az Apple „Neural Engine”-nek nevez. Ez a neurális hálózati hardver max. 600 milliárd műveletet képes végrehajtani másodpercenként és a Face ID, Animoji és más gépi tanulási feladatokhoz használják. A neurális feldolgozóegység lehetővé teszi az Apple számára, hogy a neurális hálózatot és a gépi tanulást energiatakarékosabb módon valósítsa meg, mint a fő CPU vagy a GPU használatával. A harmadik féltől származó alkalmazások azonban nem használhatják a Neural Engine-t, aminek az eredménye a régebbi iPhone-okéhoz hasonló neurális hálózati teljesítmény.
A Bloomberg szerint a neurális motor az Apple mesterséges intelligencia-csapatának fejlesztésére tett erőfeszítéseinek eredménye, mivel (a Bloomberg 2015-ös jelentése szerint) az Apple zárkózott természete miatt a cég ajánlatai nem voltak túl vonzóak a mesterségesintelligencia-kutatók számára. Azóta az Apple több mesterséges intelligenciával foglalkozó munkatársat toborzott és cégeket vásárolt, és publikációi jelentek meg a MI-kutatás területén. 2016 októberében az Apple Russ Salakhutdinovot alkalmazta és nevezte ki MI kutatási igazgatónak.

## Apple A11 Bionic csipet tartalmazó eszközök
Az Apple A11 Bionic csipet az alábbi iPhone modellekben használják; nem alkalmazzák azonban az iPad, iPod touch és az Apple TV egyik generációjában sem.
- iPhone 8 és 8 Plus
- iPhone X

## Képek

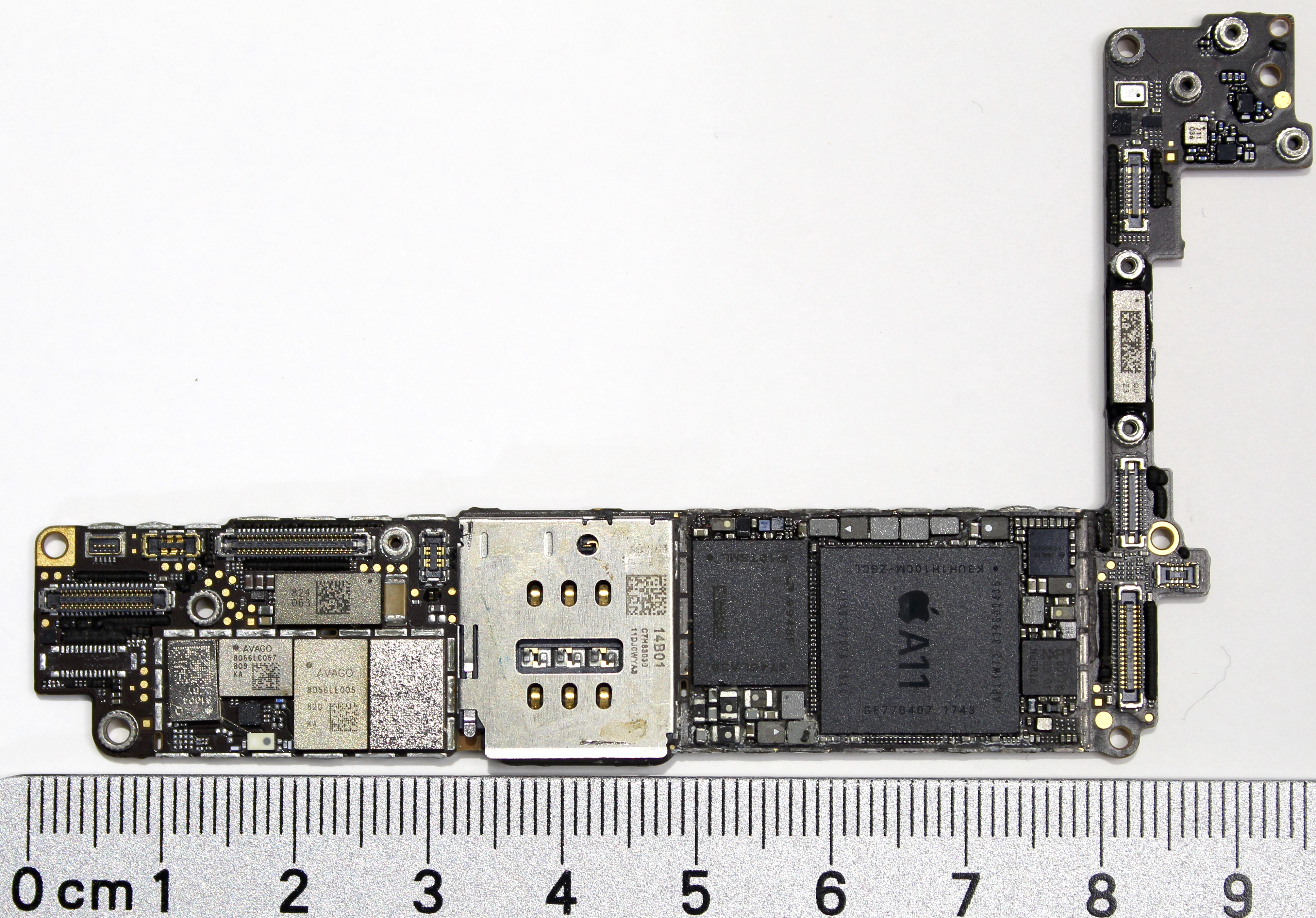
Apple A11 egylapkás rendszer (SoC) az iPhone 8 fő áramköri lapján

## Fordítás
Ez a szócikk részben vagy egészben  az   Apple A11 című angol Wikipédia-szócikk ezen változatának fordításán alapul.  Az eredeti cikk szerkesztőit annak laptörténete sorolja fel. Ez a jelzés csupán a megfogalmazás eredetét és a szerzői jogokat jelzi, nem szolgál a cikkben szereplő információk forrásmegjelöléseként.